# Historia de la guitarra

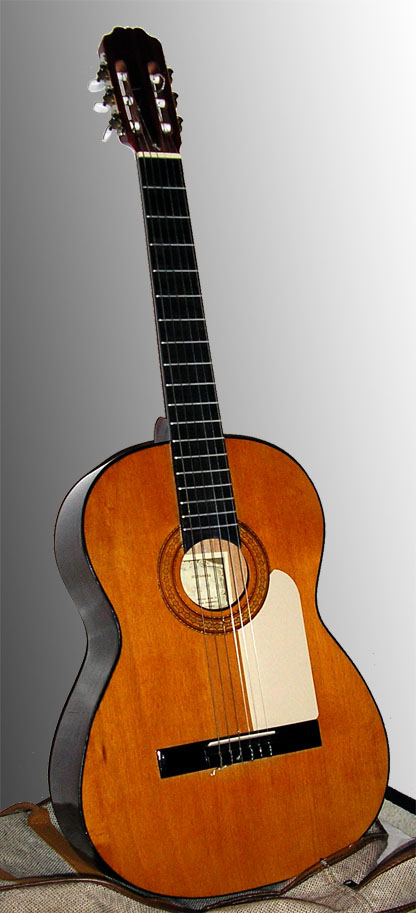
Guitarra española.

La guitarra clásica o guitarra criolla, como es conocida en algunos lugares de Hispanoamérica, es un instrumento musical de la familia de los cordófonos con un origen muy antiguo pero que comienza a tener una importancia muy destacable a partir del renacimiento. Es en esa época cuando se desarrolla el repertorio contrapuntístico de los instrumentos de cuerda pulsada: de la guitarra en España y América y del laúd en el resto de Europa, que dio origen a la guitarra clásica.

## Nacimiento de la guitarra española (siglosXVIalXVIII)
La guitarra española es un instrumento musical de raíces españolas. Existen diversas teorías acerca del nacimiento de la misma. Aunque existe un contacto entre las culturas hispano-cristiana y árabe-musulmán en la Edad Media que influyen cuestiones organológicas, el verdadero apogeo del instrumento se desarrolla durante el siglo XV cuando se comienzan a imprimir los primeros libros de música para vihuela que se popularizarían en la época.
La guitarra en los casos de la música ha sido el instrumento de cuerdas que ha de ser tocado en muchas situaciones. En los reinos cristianos, de España y resto de Europa, existía un instrumento conocido como guitarra con cuatro pares de cuerdas, de forma redondeada y caja abombada, parecido a la vihuela. Y en los reinos musulmanes de España la guitarra o guitarra morisca, de tres pares de cuerdas, que pueden ser considerados precedentes directos de la guitarra española.
El prototipo de lo que hoy es la guitarra española, tal como la conocemos ahora, apareció en el siglo XIV. El instrumento era utilizado en España por el pueblo para acompañar canciones y bailes populares. Mientras la vihuela se convertía en el instrumento de cuerda preferido por los músicos cortesanos, a diferencia de las cortes europeas donde se imponía el laúd.
La vihuela, que tenía seis pares de cuerdas (denominadas órdenes), y no se diferenciaba demasiado de la guitarra, contribuyó posteriormente a su desarrollo en España, enriqueciendo su técnica y elevando la categoría de sus composiciones.
El hecho fundamental para que la guitarra progresara musicalmente fue la incorporación de una quinta cuerda en el siglo XVI. Durante mucho tiempo se ha atribuido su implantación al poeta andaluz Vicente Espinel, amigo de Miguel de Cervantes y gran aficionado y estudioso del instrumento.
Las guitarras de cuatro y cinco órdenes convivieron durante gran parte del siglo XVI. Y, vihuelistas como Mudarra y Fuellaba compusieron obras para ambas guitarras.
En la actualidad sobreviven multitud de pequeñas guitarras en todo el mundo, herencia de aquella guitarra de cuatro cuerdas como el requinto aragonés o el guitarro de Castilla-La Mancha, el cuatro venezolano.
Finalmente la guitarra de 5 órdenes se impuso como modelo en toda Europa gracias a la obra “Guitarra española de cinco órdenes, la cual enseña de templar y tañer rasgado” publicada en 1596 por el catalán Joan Carles Amat (1572/1642) que obtuvo un éxito extraordinario en toda Europa y generalizó su denominación.
El apogeo de la vihuela en la música instrumental española fue muy intenso durante todo el siglo XVI, lo que sin duda se debe también al desarrollo de la imprenta en España, que permitió que el repertorio fuese publicado y distribuido. Seis son los nombres más destacados: Luys de Narváez, Miguel de Fuenllana, Luys Milán, Enríquez Valderrábano, Alonso Mudarra y Esteban Daza.  Desde finales del siglo XVI, cuando la cultura renacentista da paso al Barroco la selecta vihuela fue sustituida en los salones por la popular guitarra en apenas dos décadas.
Existe la teoría de que en realidad no existió una diferenciación muy acusada entre vihuela y guitarra. Hay que entender que los criterios de estandarización de los instrumentos no existían a la manera de hoy en día, y existen razones que nos pueden hacer pensar que la vihuela y la guitarra estaban mucho más cerca de lo que hoy en día pudiésemos pensar. Fue el teórico Juan Bermudo en su Declaración de instrumentos musicales (1555) quien argumenta que la guitarra es una vihuela pequeña y bastaría añadir cuerdas a la una o quitarlas a la otra para transformarlas. Y existe una curiosidad etimológica, hoy aún se le denomina vihuela a la guitarra en algunas partes del norte de Argentina, y cómo no en Brasil que se denomina violão. También encontramos esta denominación de vihuela (o en su variante "vigüela" como sinónimo de guitarra durante el siglo en canciones populares castellanas y jotas aragonesas.
Durante el siglo XVII la nueva guitarra española se convierte en un instrumento habitual en los círculos musicales de toda Europa. Y será a partir de entonces cuando comienza a progresar realmente.
A principio las composiciones estaban vinculadas a las danzas y al uso rítmico del instrumento pero las técnicas heredadas de la vihuela, sobre todo el uso del punteado favorece la aparición de obras más complejas y produce su explosión artística.
La obra más brillante del barroco español fue la de Gaspar Sanz (1640/1710), titulada Instrucción de música sobre la guitarra española que significó la introducción de la guitarra en los ambientes cultos.
Pero aunque en España existían grandes artistas del instrumento como Luis de Briceño, Lucas Ruiz de Ribayaz, Francisco Guerau, Antonio de Santa Cruz y Santiago de Murcia, la mayor actividad guitarrística en el siglo XVII tuvo lugar en países como Francia donde era el instrumento favorito de Luis XIV con compositores como Jean-Baptiste Lully (1632/1687) y sobre todo en Italia con figuras como Francesco Corbetta (1615/1685) considerado el mejor guitarrista de la época.
A pesar de ello, la guitarra seguirá sin ser aceptada en la música de cámara, donde el clave y los violines imponían su dominio, ni en la religiosa.
Aunque durante el Renacimiento y el Barroco en España no tuvo una importancia destacable, probablemente por relacionarse con el instrumento árabe, el laúd tiene una influencia fundamental en la historia de la guitarra, puesto que el repertorio de este instrumento es hoy en día interpretado en las guitarras convencionales. El laúd renacentista y la vihuela se afinaban de la misma manera y de hecho durante el pontificado del Papa Alejandro VI de la familia de los Borja en los Estados Pontificios y en el reino de Sicilia muchos laudistas comenzaron a tocar la vihuela de mano y muchos músicos de la corona de Aragón (probablemente de Valencia, de donde el Papa era procedente) se instalaron en la corte papal.
De entre los laudistas del Renacimiento cabe destacar Francesco Spinacino (fl. 1507), Joan Ambrosio Dalza (fl. 1508), Francesco Canova da Milano (1497–1543) y durante el siglo XVII destacan las figuras de Johannes Hieronymus Kapsberger (c.1580–1651) y Alessandro Piccinini (1566–1638).
En el siglo XVIII, tras la brillantez del periodo barroco, si bien musicalmente no se dan grandes progresos musicales, sí se producen una serie de transformaciones físicas en el instrumento que mejoran sus condiciones técnicas y sonoras, adquiriendo muchas de las características básicas de la guitarra actual.
Es en el siglo XVIII cuando se añade la sexta cuerda a la guitarra. "Se presume que la sexta cuerda o última cuerda fue añadida al instrumento en 1790 por Jacob Otto de Jena, quien fue el primero en construir guitarras en Alemania después de su introducción desde Italia en 1788, por la duquesa Amalia de Weimar. Según Otto, fue el Kapellmeister Naumann de Dresde quien le solicitó le fabricara una guitarra de seis cuerdas, de acuerdo a como se practicaba en Italia". Aunque hay quien discute que ese privilegio le corresponde al constructor italiano Gaetano Vinaccia que lo hiciera alrededor de 1766. También es en este siglo cuando empiezan a sustituirse los órdenes dobles por simples y aumenta el tamaño del instrumento mientras disminuye las escotaduras de la caja. Se implanta el clavijero metálico y se extienden los trastes hasta la boca de la guitarra.
Los órdenes dobles convivieron algún tiempo con los órdenes simples, sobre todo porque la sonoridad de la doble cuerda (muy a menudo afinada octavada en los bordones) era más conveniente para la música rasgueada, todavía presente en la música popular.
Estas innovaciones no se produjeron al mismo tiempo sino que fueron difundiéndose a medida que transcurría el siglo XVIII. Incluso hasta principios del siglo XIX.
Las crecientes posibilidades musicales, así como la mayor consideración de la guitarra española, hizo que a finales de siglo, se empezara a utilizar en la música de cámara donde destacaron dos intérpretes el francés Charles Doisy y el español Fernando Ferandiere.
Junto a esos virtuosos, destacan dos compositores italianos afincados en España: Luigi Boccherini, que aunque fuera chelista estuvo muy vinculado a la guitarra y la incluyó en algunos de sus quintetos y Federico Moretti. También fue muy importante la figura del español Fray Miguel García, conocido como el Padre Basilio cuyo magisterio musical influyó en muchos de los grandes guitarristas españoles de principios del siglo siguiente.

## Consagración de la guitarra clásica (siglosXIXy principios delXX)
Durante la primera mitad del siglo XIX, en el periodo Pre-romántico, la guitarra conseguirá al fin su aceptación como instrumento de concierto en toda Europa.
Uno de los mitos de su tiempo, el famoso violinista Niccolò Paganini compuso un considerable número de obras para guitarra. Aunque se habla de que Franz Schubert fue un gran aficionado al instrumento, existen claros indicios para creer que se trata de una leyenda y que Schubert no tuvo una especial predilección por la guitarra. Tal y como Stephen Kenyion argumenta, se trata de un mito creado por errores de traducción en algunos escritos sobre el compositor vienés.
Es la época (1833) en la que el instrumento se implanta en Estados Unidos de la mano de un emigrante austriaco Christian Frederick Martín, aunque allí sufrirá otro tipo de evolución incorporando cuerdas de acero para integrarse en las particularidades de la música popular de ese país.
En España sobresalieron a principio de siglo, dos guitarristas fundamentales en la historia del instrumento Fernando Sor y Dionisio Aguado.

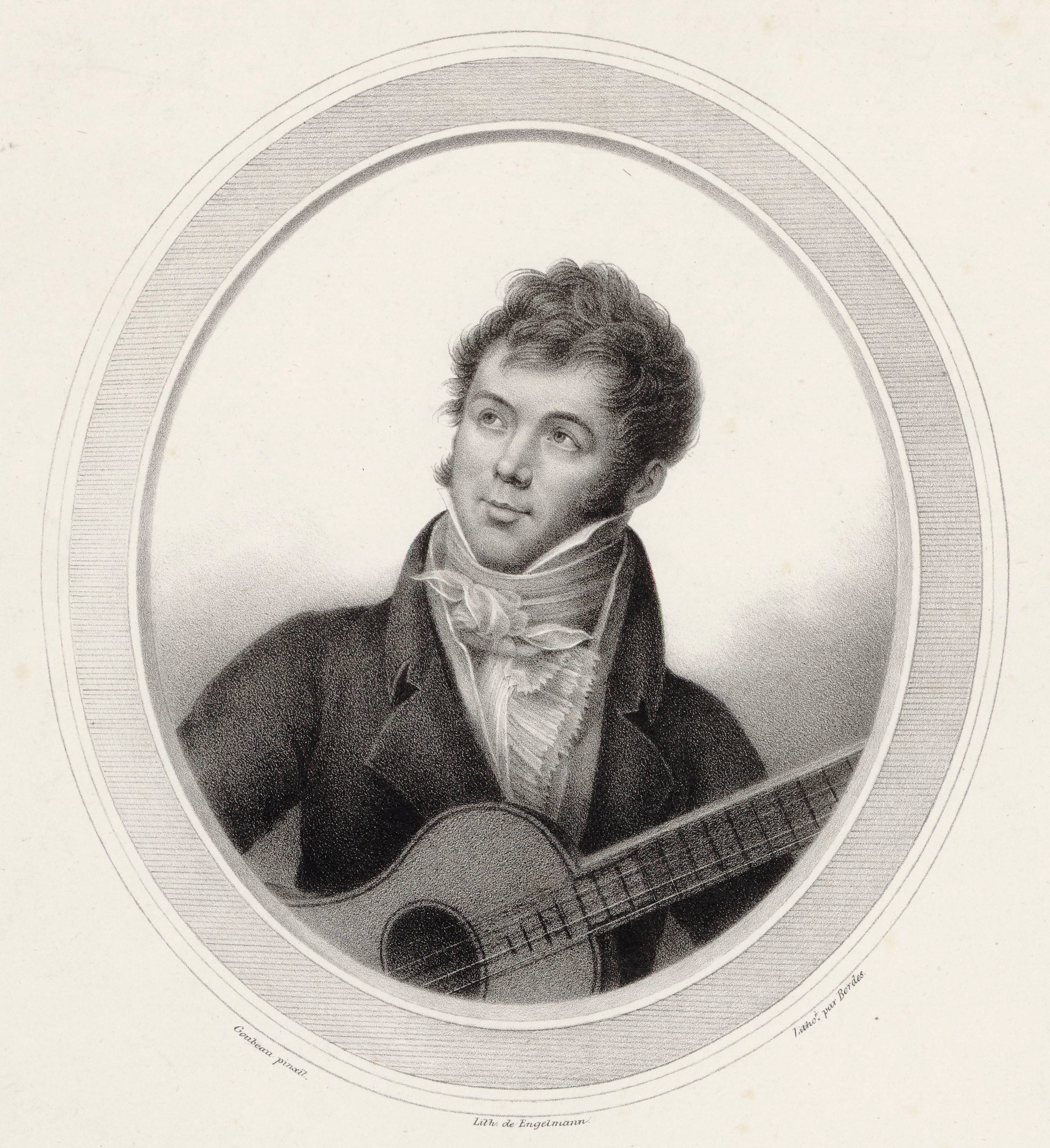
Fernando Sor

Fernando Sor (1778/1839) es considerado como el mayor compositor de guitarra del siglo XIX y su labor interpretativa, compositora e incluso didáctica (Méthode pour la guitare) (1830) contribuyó de modo destacado al prestigio de la guitarra en gran parte de Europa.
Nacido en Barcelona, abandonó España tras aceptar un puesto administrativo durante la ocupación francesa y ser tachado de "afrancesado", residiendo desde entonces en París y en Inglaterra, y estableciéndose temporalmente en Rusia.
Dionisio Aguado (1784/1849) nacido en Madrid, donde conoció a Sor, se formó con el Padre Basilio pero también se estableció en París. Ambos artistas entablaron una profunda relación que dio lugar a una obra titulada “Los dos amigos” compuesta por Sor.
Sin embargo cada uno tenía posturas contrarias en lo que constituía la gran polémica guitarrística de la época: atacar las cuerdas de la guitarra con las uñas (Aguado) o con las yemas de los dedos (Sor)
De todos modos ambos fueron grandes guitarristas, aunque Aguado destacó sobre todo en el plano didáctico con la publicación de “Colección de estudios para guitarra” (1820), "Escuela de guitarra” (1825) y “Nuevo método para guitarra” (1843) que constituyen el tratado más importante sobre el instrumento del siglo XIX.
Durante todo el siglo XIX los guitarreros españoles estuvieron experimentando los modos de construcción para llegar a la creación de instrumentos de mejor calidad y mayor volumen. La forma y las dimensiones del instrumento comienzan a estandarizarse y algunos guitarristas andaluces como Manuel Soto y Solares comienzan a construir instrumentos de gran calidad y belleza. No obstante será el guitarrero Antonio de Torres (1817-1892) quien cambiará para siempre la percepción de la guitarra. Nacido en Almería su aportación como constructor de guitarras fue tal que los guitarreros de España y Europa adoptaron sus reglas convirtiendo su modelo a partir de entonces en el canon de la guitarra clásica contemporánea.
Su mayor logro fue el sistema de refuerzo con varas de madera en abanico en el interior que conseguía aumentar el tono y el volumen de sonido para los conciertos en grandes auditorios al tiempo que aumentaba el tamaño de la guitarra y reducía el grosor de la tapa.
Torres Jurado no sólo diseñó las líneas maestras de la guitarra clásica española, sino también de la flamenca.
El siglo XIX termina con una figura clave en la guitarra española Francisco Tárrega (1852/1909) Nacido en Villarreal es considerado el padre de la guitarra clásica contemporánea. No sólo compuso obras de extraordinaria belleza como “Capricho Árabe” o “Recuerdos de la Alhambra”, sino que adaptó obras de compositores como Beethoven, Mozart, Bach, o Haendel.

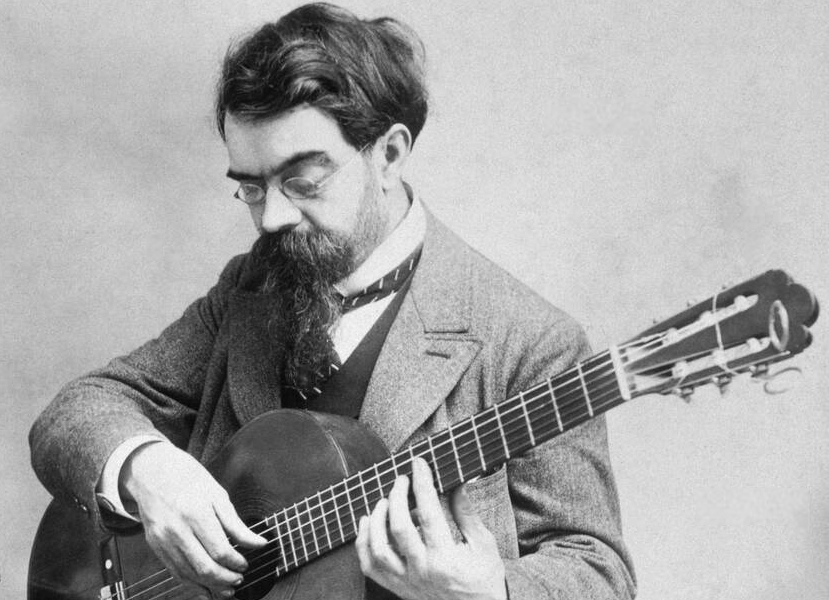
Francisco Tarrega

Pero además su dedicación a la guitarra le llevó a desarrollar una ingente labor estudiando los más mínimos detalles: perfeccionó las reglas académicas de la guitarra clásica, la forma de sujetar el instrumento, el modo de pulsar las cuerdas, la postura ideal del intérprete, etc. Introduciendo el uso de una pequeña banqueta para apoyar la pierna sobre la que reposa la guitarra, alcanzando la altura ideal para la ejecución. Francisco Tárrega tuvo innumerables discípulos de entre los que destacan Salvador García (alias Pancha Verda), Estanislao Marco y Daniel Fortea, que a la postre serán los profesores de muchos de los guitarristas del siglo XX.

## Siglo de oro de la guitarra (sigloXX)
El siglo XX, es la edad de oro de la guitarra clásica española. En este siglo consigue su definitiva maduración como instrumento y se establecen las normas de interpretación de esta. Las grandes generaciones de compositores e intérpretes han llevado a la guitarra a lo más alto.
Han sido casi seis siglos de evolución los que han llevado la guitarra de las tabernas a los escenarios sin por otra parte perder su carácter popular pues no hay en la actualidad un instrumento más universal y versátil que la guitarra.
Los primeros grandes compositores españoles del siglo XX Isaac Albéniz (1860/1909) y Enrique Granados (1867/1916) se sumergieron sin prejuicios en las raíces nacionales y sobre todo en la música popular andaluza que disfrutaba de un gran auge en la época.

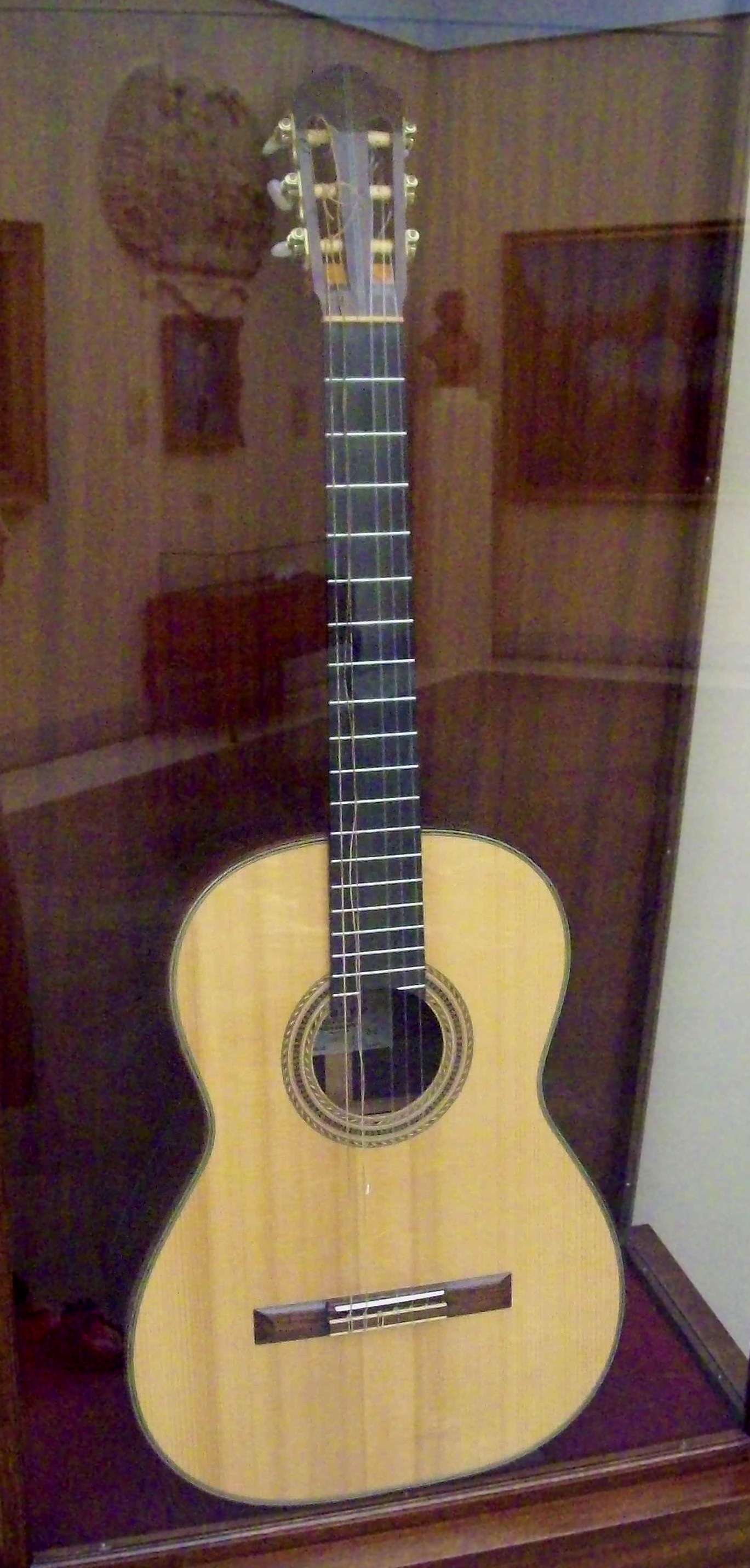
Guitarra de Andrés Segovia (R.A.B.A.S.F., Madrid).

Posteriormente, compositores como Manuel de Falla (1876/1946), Joaquín Turina (1882/1949), Federico Moreno Torroba (1891/1982), Joaquín Rodrigo (1901/1999) junto con Leo Brower compusieron numerosas obras sinfónicas o para guitarra solista.
Junto a ellos intérpretes como Miguel Llobet (1878/1937), guitarrista y compositor catalán, discípulo de Francisco Tárrega, uno de los creadores de la moderna escuela de guitarra. Así como la madurez del gran Andrés Segovia (1893/1987). La prodigiosa naturalidad, estilo puro, elegante y refinado de Regino Sainz de la Maza (1897/1981). La excepcional técnica interpretativa de Narciso Yepes (1927/1997) que interesado en la búsqueda de nuevas posibilidades añadió cuatro cuerdas más a su guitarra.
Cada uno con su propio estilo consiguieron vencer la indiferencia de los públicos que solo deseaban escuchar música española, de los músicos que rechazaban las transcripciones, de los conservatorios para los cuales un guitarrista no era un músico y la guitarra era un subinstrumento.
Resulta difícil destacar entre todos ellos algún nombre pero hay dos figuras particularmente brillantes en la composición y en la interpretación: Joaquín Rodrigo y Andrés Segovia.
Joaquín Rodrigo compositor valenciano. Autor de varios conciertos para diversos instrumentos y gran número de deliciosas canciones en catalán y castellano del más puro estilo decimonónico. Es uno de los más calificados representantes del neo-clasicismo musical español.
Sin embargo su fama esta íntimamente ligada a la guitarra por su obra ”Concierto de Aranjuez”. Estrenado en Barcelona el 9 de noviembre de 1940 con Regino Sainz de la Maza como solista. Una de las obras de mayor éxito mundial de toda la música española.
Andrés Segovia, es sin duda el guitarrista más conocido del siglo XX. Su prodigiosa técnica fue admirada en los grandes teatros y escenarios del mundo gracias a las interminables giras que realizó durante más de setenta años con una media de cien conciertos anuales. Su carrera internacional como intérprete ha sido decisiva. Su enorme esfuerzo ha dado a conocer la belleza de la guitarra entre el público, despertando el interés de los compositores hacia la guitarra, dotándola de un repertorio de calidad, estimulando la creación de cátedras en los Conservatorios y Academias de música hasta hace pocos años inexistentes y dejando una estela de nuevos guitarristas en países tan dispares como Estados Unidos, Australia o Japón.
"La guitarra es una orquesta en miniatura" decía Berlioz.
"Su guitarra no suena fuerte, sino lejos", decía Stravinsky a Segovia.
Y, es que una sola guitarra es capaz de mantener bajo su encanto, durante horas, a los más numerosos y diversos públicos.

## La guitarra en América
La llegada de los conquistadores españoles a América, extendió los instrumentos de cuerda: guitarras, vihuelas... entre la población indígena y más tarde criolla del Nuevo Continente que la adoptó en sus formas musicales.
Surgiendo una serie de instrumentos autóctonos de la familia de la guitarra como el tiple colombiano, la jarana mexicana, la mejoranera panameña, el charango peruano - boliviano, el tres cubano, el cuatro puertorriqueño... Convirtiéndose con el paso del tiempo en un elemento fundamental de su propio folclore.
De esta forma tras la independencia, la música culta de esos países arropada por el nacionalismo musical de finales del siglo XIX, buscó en su propio folclore fuentes de inspiración, y se encontró con la guitarra.
De la importancia y el desarrollo de la guitarra clásica española en Latinoamérica, durante el siglo XX, da muestra el hecho de que Andrés Segovia consideraba el mejor compositor para guitarra de todos los tiempos al mexicano Manuel M. Ponce (1882/1948) Pianista, compositor, director de orquesta crítico musical que tan importante papel desempeñó en la historia artística de su país. Y, cuya obra, tanto por la extensión como por la calidad, en la actualidad es piedra angular del repertorio de los guitarristas de todo el mundo.
Junto a él, destaca el brasileño Heitor Villa-Lobos (1887/1959) Formado también en París, su obra de inspiración brasileña, constituye una considerable aportación a los valores americanos. Junto a sus grandes obras, fue creador de una importante colección de estudios y preludios para guitarra, instrumento del que fue un gran conocedor y que destacan por su desarrollo y la originalidad de su temática
O, el cubano Leo Brouwer (1939) Director de orquesta, compositor y guitarrista. Considerado, en el campo específico de la guitarra el más importante de los actuales autores.
Sin olvidar a intérpretes tan importantes como el venezolano Alirio Díaz (1923) Discípulo de Andrés Segovia y Regino Sainz de la Maza, fundador de la escuela guitarrística venezolana; al argentino Ernesto Bitteti (1943), ni el virtuosismo del cubano Manuel Barrueco.
Y sobre todo no podemos olvidar al incomparable guitarrista paraguayo Agustín Pío Barrios (1885/1944), considerado por muchos el mejor compositor de la mitad del siglo XX. Controvertido, extravagante para su tiempo. Cultivado en idiomas, letras y filosofía, místico y poeta. Se atrevió a cambiar su nombre por uno indígena y actuar vestido con en traje típico guanani. Virtuoso intérprete, compositor, significativo. Sus trescientas obras forman parte del repertorio de guitarristas actuales como David Russell, John Williams.
Su estilo era personal e innovador. Y 
Como intérprete explora muchas áreas de la técnica de la guitarra. Arpegios, escalas, armónicos, trémolos. Como compositor combina las formas barrocas, clásicas, románticas con las melodías y los ritmos populares de los países de América del Sur, donde tantas canciones campesinas se han cantado sobre un simple rasgueo de guitarra.

## Nota
Para escribir la música dedicada a la guitarra barroca se empleaba la tablatura. seis líneas, cada una representa un orden de la guitarra. Si se lee de arriba abajo tendremos que la línea superior es la quinta cuerda u orden, y así sucesivamente hasta la última de abajo que corresponderá a la primera. Hay que advertir que para quienes leen tablatura moderna, este método les parecerá extraño. Se trata de la tablatura italiana, mediante la cual la línea de arriba representa el sonido más grave y la de abajo el más agudo; mientras que la francesa es análoga a la tablatura que leen nuestros guitarristas del siglo XXI.

## Afinación
La afinación más común en la guitarra española tiene intervalos de cuartas entre sus cuerdas (excepto entre la tercera y la segunda cuerda que es una 3.ª mayor), siendo de la siguiente manera Mi (6.ª cuerda), La (5.ª cuerda), Re (4.ª cuerda), Sol (3.ª cuerda), Si (2.ª cuerda), Mi (1.ª cuerda). No obstante son frecuentes las scordature que pueden variar la afinación de la 6.ª cuerda a re, de la 5.ª cuerda a sol y de la 3.ª cuerda a fa sostenido (especialmente cuando se interpreta repertorio renacentista de vihuela o laúd).
La afinación de la guitarra barroca era similar a la guitarra moderna. Considerando que desde la más grave a la más aguda tendremos: La (5.ª cuerda), Re (4.ª cuerda), Sol (3.ª cuerda), Si (2.ª cuerda), Mi (1.ª cuerda). Utilizando órdenes (que podían ser simples o de dos cuerdas), la cuarta se afina una grave y la otra aguda; y la quinta se afina aguda, es decir, equísona con la tercera cuerda pisada en el segundo traste. La primera cuerda solía ser simple.
Hoy en día existen afinaciones alternativas y modernas, normalmente basadas en afinaciones de tipo "open tunning", mediante la cual se consigue hacer un acorde completo con todas las cuerdas al aire. Existen varias afinaciones diferentes de este tipo, como por ejemplo:
- Doble Drop D: DADgbd
- Drop C: CGCfad
- Drop D: DADgbe
- Dsus4: DADgad
- Full Step Down: DGCfad
- Open C: CGCgce
- Open D Mayor: DADf#ad
- Open D menor: DADfad
- Open G: DGDgbd
- Open Open C menor: CGCgce(b)

Es importante destacar que estas afinaciones es conveniente usarlas cuando se tiene un cierto nivel de dominio de la afinación normal, de forma que así se comprenda mejor el funcionamiento de estas afinaciones alternativas.

## Discografía
- Spanish music for 6-course guitar around 1800 Archivado el 6 de enero de 2014 en Wayback Machine.. Centaur-records, 2012 (CRC 3277). Contiene obras de Moretti, Laporta y Abreu.
- De gusto muy delicado, Música espanyola del segle XVIII per a guitarra de sis ordres. La Mà de Guido, 2011 (LMG2108). Contiene obras de Moretti, Ferandiere y Vargas y Guzmán.

- Datos: Q5870759